# San Pedro-cactus
De San Pedro-cactus (Echinopsis pachanoi, basioniem: Trichocereus pachanoi) is een cactus uit Zuid-Amerika. Oorspronkelijk stamt de soort uit Ecuador en Peru, waar hij groeit in hoogvlaktes op 2000–3000 m.
De cactus heeft vier tot negen ribben, groeit snel en heeft een sterk wortelstelsel. De San Pedro-cactus groeit net zo lang door, totdat hij onder zijn eigen gewicht bezwijkt. Dan valt hij om en de omgevallen cactus zal in de natuur dan weer gaan wortelen en vele uitlopers produceren.
Deze cactus wordt ook vaak als entstam gebruikt voor andere, moeilijker kweekbare cactussen. De cactus zelf wordt uit zaden of stekken opgekweekt. Onder zowel droge als vochtige omstandigheden groeit de cactus, hij groeit echter het snelst wanneer hij regelmatig water krijgt. De plant kan echter jarenlang zonder water overleven en zelfs nieuwe zijscheuten vormen.
Deze cactus staat ook wel bekend om zijn entheogene eigenschappen. De cactus bevat namelijk mescaline, een stof die zorgt voor een entheogene ervaring oftewel een "trip". De cactus bestaat voor zo een 0,3 tot 1,2 % uit mescaline. De concentratie van mescaline is hoger in de top dan in lagere delen.